# Василёво (Посёлок Уршельский)
Василёво — деревня в Гусь-Хрустальном районе Владимирской области России, входит в состав Муниципального образования «Посёлок Уршельский».

## География
Деревня расположена в 10 км на юго-восток от центра поселения посёлка Уршельский и в 26 км на запад от Гусь-Хрустального. 

## История
В конце XIX — начале XX века деревня входила в состав Ягодинской волости Судогодского уезда. В 1859 году в деревне числилось 32 дворов, в 1905 году — 44 дворов, в 1926 году — 55 дворов. 
С 1929 года деревня входила в состав Синцовского сельсовета Гусь-Хрустального района, с 1940 года — в составе Деминского сельсовета, с 1954 года — в составе Нечаевского сельсовета, с 2005 года — в составе Муниципального образования «Посёлок Уршельский».

## Население
| 1859 | 1905 | 1926 |
| ---- | ---- | ---- |
| 174  | 301  | 250  |

| 1859 | 1905 | 1926 | 2002 | 2010 | 2021 |
| ---- | ---- | ---- | ---- | ---- | ---- |
| 174  | ↗301 | ↘250 | ↘5   | ↘4   | ↘3   |